# Peter Poreku Dery
Peter Poreku Dery (Zemuopare, Ghana, 10 de mayo de 1918 - 6 de marzo de 2008) fue un arzobispo y cardenal de Ghana.

## Biografía

### Sacerdocio
Fue ordenado sacerdote el 11 de febrero de 1951 y obtuvo un diploma en estudios sociales. 
Fue vicario parroquial en Nandom y asistente de dirección de las escuelas católicas en la diócesis de Tamale. También trabajó como párroco, como vicario general de la diócesis y administrador de la Catedral.

### Episcopado
En noviembre de 1959 se erigió la diócesis de Wa y el 16 de marzo de 1960 fue nombrado primer obispo. Recibió la ordenación episcopal el 8 de mayo de 1960. Fue el primero en introducir la inculturación litúrgica en su diócesis y fundó numerosas escuelas y un seminario menor. En 1972 fue nombrado Administrador Apostólico de Tamale, y durante dos años llevó a cabo sus funciones en ambas diócesis hasta que fue nombrado obispo el 18 de noviembre de 1974. Cuando Tamale fue elevada a arquidiócesis, fue nombrado primer arzobispo el 30 de mayo de 1977. También fue miembro del Consejo Pontificio para los Laicos y presidente de la Conferencia Episcopal de Ghana. También fue coordinador del Consejo Panafricano de los Laicos.
Fue Arzobispo emérito de Tamale desde el 26 de marzo de 1994. 

### Cardenalato
Benedicto XVI lo creó y proclamó cardenal diácono de Santa Elena fuera de la Puerta Prenestina en el consistorio del 24 de marzo de 2006. 

### Fallecimiento
Porekuu murió mientras dormía en su residencia de Tamale el 6 de marzo de 2008 a las 6:20 p. m, menos de dos años después de su elevación al cardenalato. Su antiguo ayudante Mark Attabeh y su médico Augustine Kabir lo ayudaron en sus últimos meses. Había estado postrado en cama durante los últimos siete meses de su vida después de un resbalón en 2007 que le causó problemas en la cadera. Sus restos fueron llevados a la morgue antes de ser llevados a la catedral arquidiocesana para que reposaran. El 31 de marzo se llevó a cabo una vigilia en Jubilee Park con el cardenal Peter Turkson presidiendo el funeral el 1 de abril; el presidente John Kufuor y el vicepresidente Aliu Mahamaasistieron el arzobispo Peter Akwasi Sarpong pronunciando el sermón y Felix Owusu Adjepong entregando un homenaje en nombre del gobierno.